# Superman: Ultimate Flight
Superman: Ultimate Flight ist ein Flying-Coaster-Modell des Herstellers Bolliger & Mabillard mit standardisierter Streckenführung. Die erste Achterbahn mit diesem Schienenlayout wurde am 6. April 2002 in Six Flags Over Georgia (Georgia, USA) eröffnet.
Als Superman: Ultimate Flight fährt sie neben dem Over-Georgia-Park auch noch in den Schwesterparks Great Adventure und Great America. Eine weitere Auslieferung steht als Crystal Wing im Happy Valley (Peking, China).
Mit der ersten Auslieferung wurde auch zugleich zum ersten Mal der Pretzel-Loop verbaut.

## Auslieferungen
Da das Beladen eines Flying Coasters recht zeitaufwändig ist, wurde die Erstauslieferung mit einer Doppelladestation ausgerüstet, die es erlaubt, zwei Züge gleichzeitig zu be- oder entladen. So ist sichergestellt, dass vor Eintreffen des nächsten Zuges immer ein Zug abfahrbereit ist und die größtmögliche Kapazität erreicht wird. Die Auslieferungen in die anderen Six-Flags-Parks besitzen keine Doppelstationen und fahren deshalb mit nur zwei Zügen. Dafür besitzen sie acht, das Ursprungsmodell nur sieben Wagen.
| Name                      | Freizeitpark              | Ort                      | Eröffnung     | Züge | Wagen | Thematisierung | rcdb  | rcdb   | Internetauftritt |
| ------------------------- | ------------------------- | ------------------------ | ------------- | ---- | ----- | -------------- | ----- | ------ | ---------------- |
| Superman: Ultimate Flight | Six Flags Over Georgia    | Austell, Georgia, USA    | 6. Apr. 2002  | 3    | 7     | Superman       | Daten | Bilder | (englisch)       |
| Superman: Ultimate Flight | Six Flags Great Adventure | Jackson, New Jersey, USA | 17. Apr. 2003 | 2    | 8     | Superman       | Daten | Bilder | (englisch)       |
| Superman: Ultimate Flight | Six Flags Great America   | Gurnee, Illinois, USA    | 3. Mai 2003   | 2    | 8     | Superman       | Daten | Bilder | (englisch)       |
| Crystal Wing              | Happy Valley              | Peking, China            | 9. Juli 2006  | 2    | 7     | Atlantis       | Daten | Bilder |                  |

## Thematisierung
Die Farben, die für die „Superman: Ultimate Flight“-Bahnen benutzt wurden, entsprechen den Farben, in denen auch die Comicfigur Superman gezeichnet ist. Die Stützen sind hierbei blau, die Laufschienen gelb und die Schiene selbst rot.

## Fotos

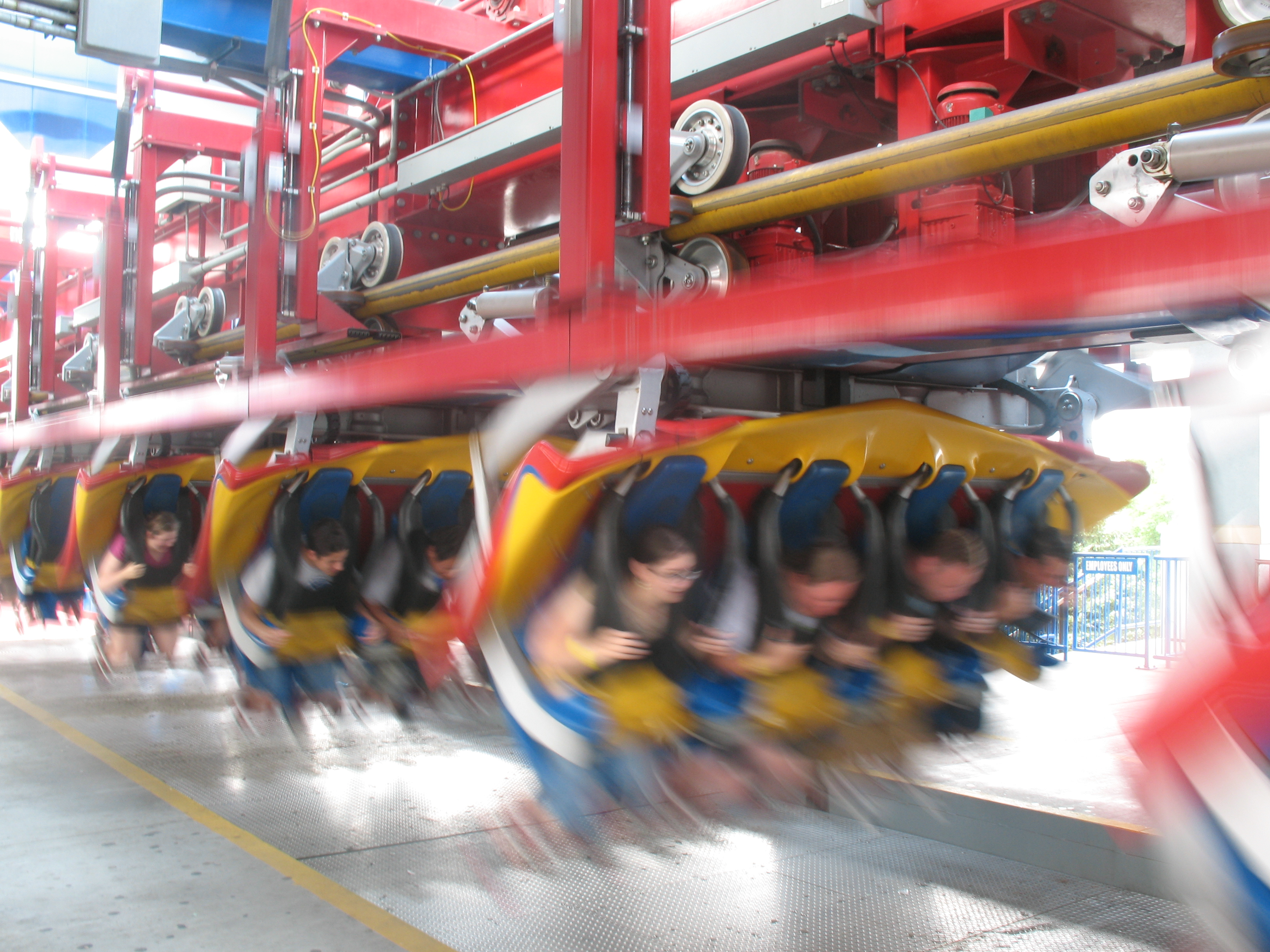
Six Flags Great America
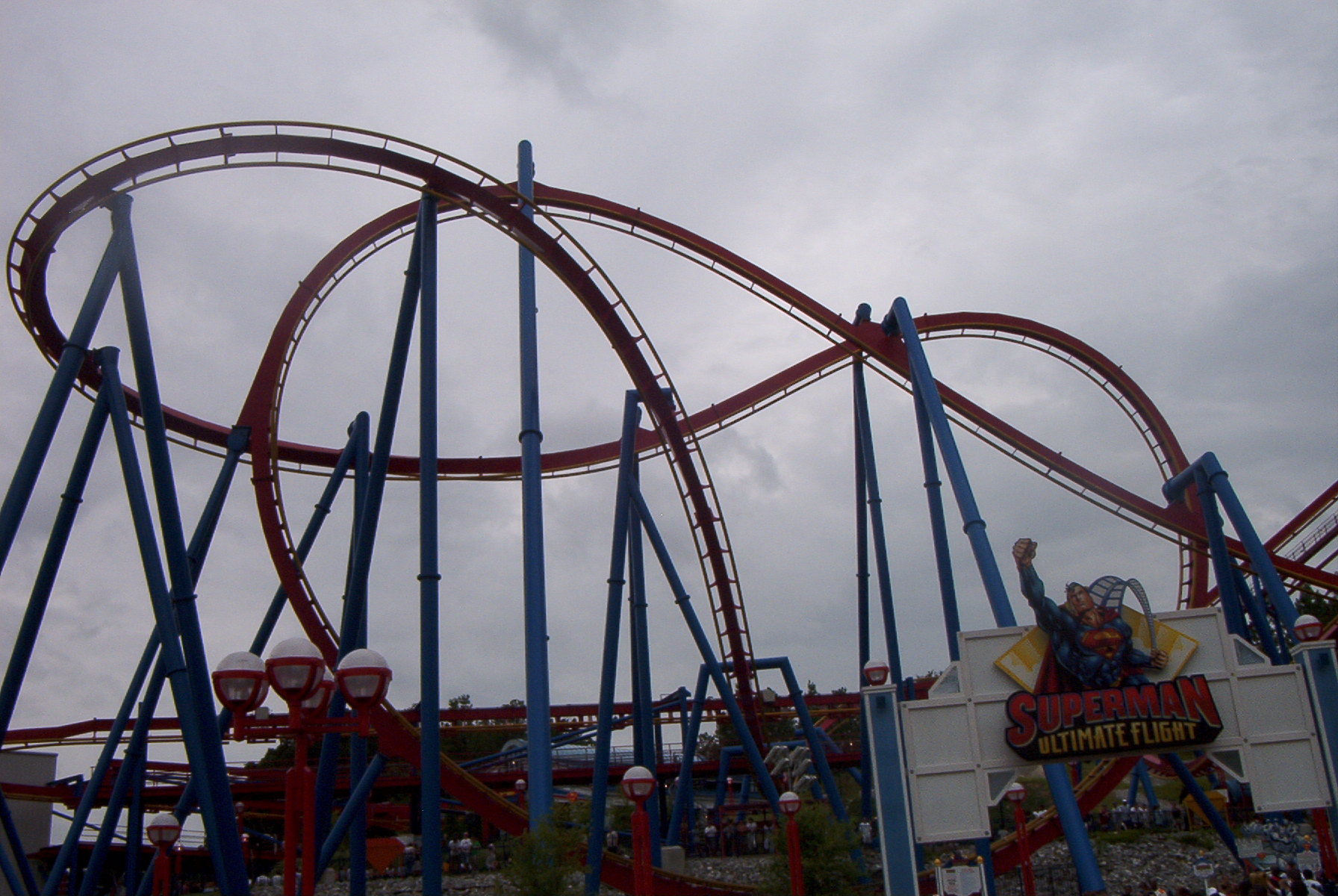
Six Flags Over Georgia
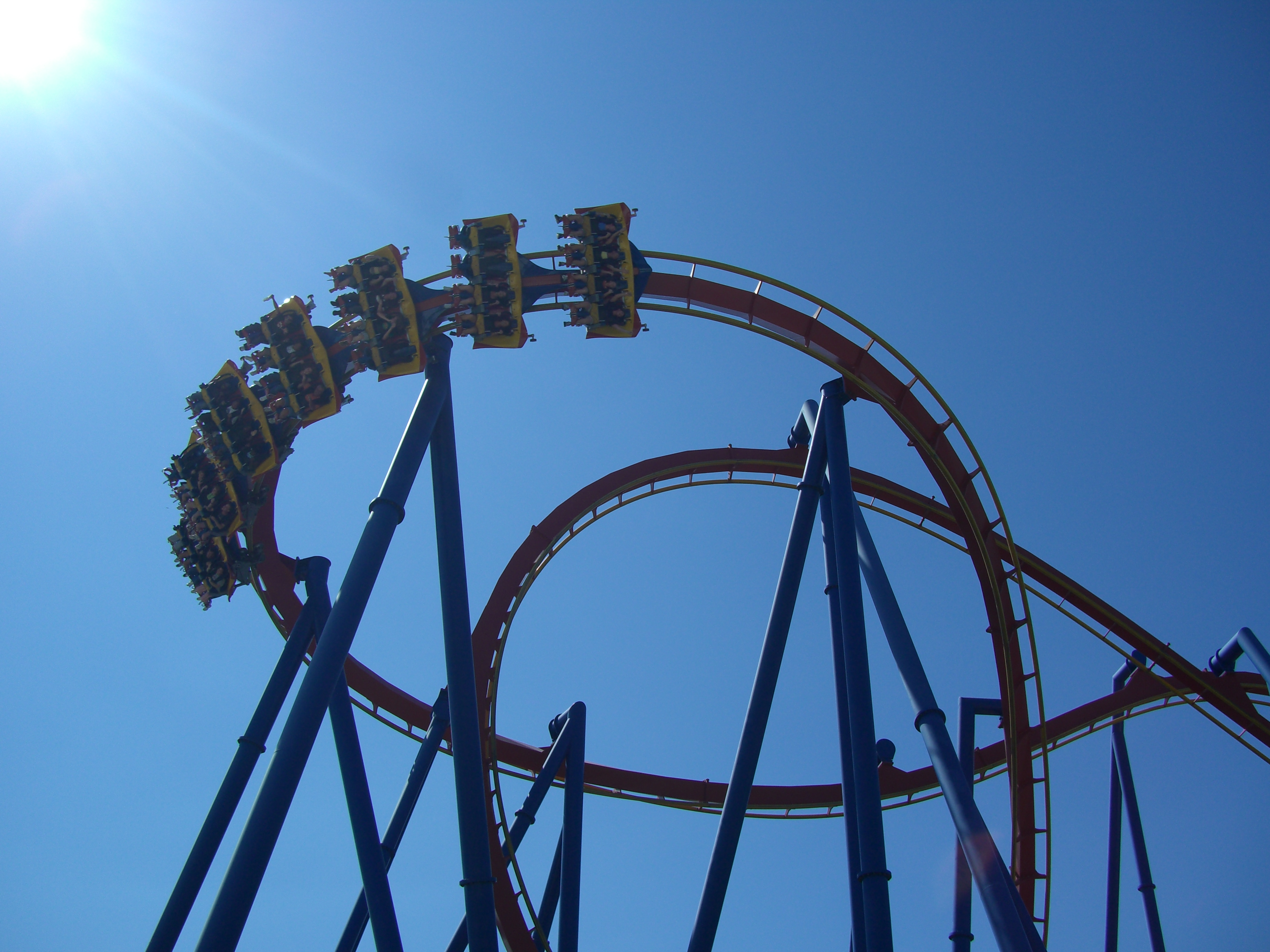
Six Flags Over Georgia
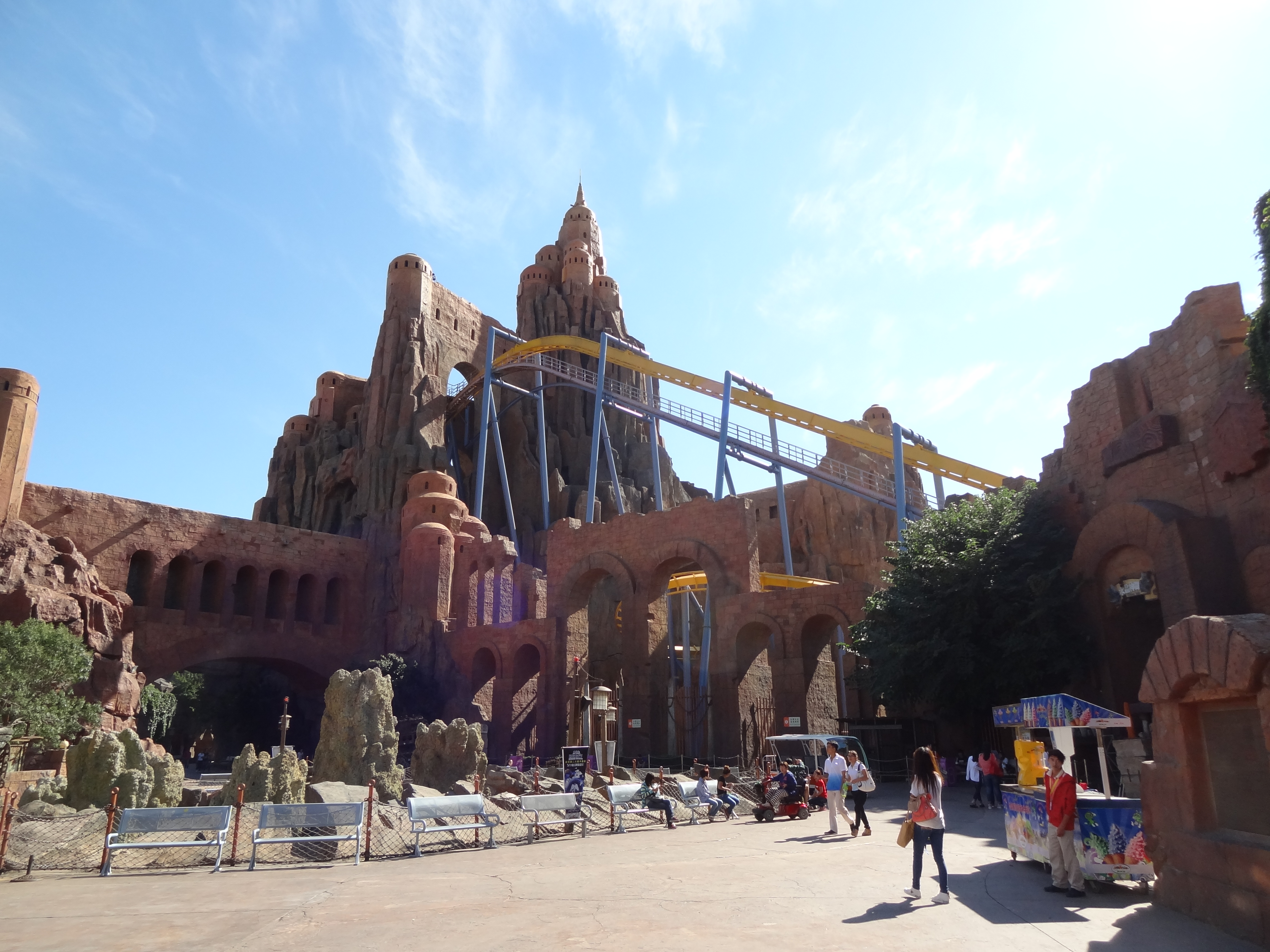
Happy Valley